# Omar Prewitt
Omar Prewitt (Mount Sterling, 24 settembre 1994) è un cestista statunitense.

## Palmarès

### Squadra
- Campionato ceco: 1

ČEZ Nymburk: 2020-21
- Coppa della Repubblica Ceca: 1

ČEZ Nymburk: 2021

### Individuale
- Basketball Champions League Second Best Team: 1

ČEZ Nymburk: 2020-21